# Bohuslän-Dals sorthøns
Bohuslän-Dals sorthøns (også kendt som Svenske Sorthøns eller Bohuslen Sorthøns) er en hønserace, som menes at være blevet indført i Norge fra Mozambique i løbet af 1600-tallet af søfarere. Derefter har racen tilpasset sig det nordiske klima.  
Racens nuværende form har fået landracestatus. Racen er særpræget, fordi den udover kun at have sorte fjer også har sort kam, næb, hud, øjne, knogler og kød ligesom silkehøns eller Ayam Cemani høns. Racen kom til Sverige, og det er herfra, den har fået sit navn.  
Hanen vejer op mod 2 kg, mens hønen vejer 1,5 kg. Æggene er små og vejer fra 38-48 g. Sorthøns flyver gerne og er rolige gode æglæggere. 